# 信阳西站
信阳西站位于河南省信阳市浉河区游河乡，距信阳市约10公里。